# عاشيت
عاشيت ، هي ملكة مصرية قديمة غير حاكمة أو زوجة ملك من عهد الأسرة الحادية عشرة ، و قد كانت زوجة ثانوية للملك منتوحتب الثاني.

## حياتها
تم العثور على قبرها (DBXI.17) و مصلى صغير مزخرف في مجمع معبد الدير البحري، خلف المبنى الرئيسي الخاص بزوجها، بالإضافة إلى مقابر خمس سيدات أخريات : هنهنت وكاويت وكمسيت وساده و ماييت. و قد كانت عاشيت أكبرهم ، و كانت تبلغ من العمر 22 عاما عندما توفيت.و هي و ثلاث نساء أخريات من الخمسة تحملن ألقاب الملكات ، و كان معظمهن كاهنات حتحور ، لذلك فمن الممكن أن يكنّ قد دفنّ هناك كجزء من عبادة الإلهة، و لكن من الممكن أيضا أن تكن بنات نبيلات أراد الملك حماية مقابرهن داخل مجمعه الجنائزي الخاص.
و يعتبر تابوت عاشيت الحجري واحداً من التحف الفريدة من بدايات عصر الدولة الوسطى ، و هو يشمل كذلك تابوت خشبي منحوت على شكل جسم الملكة ، كما تم العثور على تمثال خشبي لها في المقبرة. و في الوقت الحالي مومياؤها و التابوت الحجري و الخشبي في المتحف المصري بالقاهرة.

## ألقابها
- زوجة الملك و حبيبته.[3]
- حلية الملك الوحيدة (مزينة الملك الوحيدة).
- كاهنة حتحور.
- كاهنة حتحور سيدة كاءاتها المتقدمة في جميع أماكنها.

كاهنة حتحور سيدة كاءاتها المتقدمة في جميع أماكنها ربة دندرة.